# سياحة مستدامة
السياحة المستدامة هي السياحة التي تراعي تمامًا آثارها الاقتصادية والاجتماعية والبيئية الحالية والمستقبلية، وتلبية احتياجات الزوار، والصناعة، والبيئة، والمجتمعات المضيفة. يمكن أن تشمل السياحة النقل الأساسي إلى الموقع العام، والنقل المحلي، والإقامة، والترفيه، والاستجمام، والتغذية والتسوق. يمكن أن تكون مرتبطة بالسفر للترفيه والعمل وما يسمى في إف أر (زيارة الأصدقاء والأقارب). هناك إجماع واسع على أن تنمية السياحة يجب أن تكون مستدامة، ومع ذلك، فإن مسألة كيفية تحقيق ذلك تظل موضع نقاش.
يرتبط مفهوم السياحة المستدامة ارتباطًا وثيقًا بمفهوم التنقل المستدام، إذ أنه لا سياحة بدون سفر. اثنان من الاعتبارات ذات الصلة هما اعتماد السياحة على الوقود الأحفوري وتأثير السياحة على تغير المناخ. تأتي 72% من انبعاثات ثاني أكسيد الكربون في السياحة من النقل، و24% من أماكن الإقامة، و4% من الأنشطة المحلية. يتسبب الطيران في 55% من انبعاثات ثاني أكسيد الكربون الناتجة عن النقل (أو 40% من إجمالي السياحة). عند النظر في تأثير جميع انبعاثات الغازات الدفيئة، ومسارات التكثيف والغيوم المعلقة المستحثة، يمكن أن يمثل الطيران وحده ما يصل إلى 75% من تأثير السياحة على المناخ.
يأخذ اتحاد النقل الجوي الدولي (آي إيه تي إيه) في عين الاعتبار زيادة سنوية في كفاءة وقود الطائرات بنسبة 2% سنويًا حتى عام 2050 ليصبح واقعًا. تتوقع كل من شركتي إيرباص وبوينغ أن يزداد عدد الكيلومترات في النقل الجوي بحوالي 5% سنويًا حتى عام 2020 على الأقل، مما يفوق أي مكاسب في الكفاءة. من المرجح أن تولد السياحة 40% من انبعاثات الكربون العالمية بحلول عام 2050، مع قيام القطاعات الاقتصادية الأخرى بتخفيض انبعاثات ثاني أكسيد الكربون بشكل كبير. السبب الرئيسي هو زيادة متوسط المسافة التي يقطعها السائحون، والتي كانت تتزايد لسنوات عديدة بمعدل أسرع من عدد الرحلات التي سُيرت. «حُدد النقل المستدام الآن، باعتباره القضية الحاسمة التي تواجه صناعة السياحة العالمية التي من الواضح أنها غير مستدامة، ويقع الطيران في قلب هذه القضية».

## الجوانب الاجتماعية والاقتصادية

الأبعاد الثلاثة الرئيسية للنشاط السياحي

يتوقع الاقتصاديون العالميون استمرار نمو السياحة الدولية، وتتوقف القيمة على الموقع. يضع هذا النمو المستمر- باعتبار السياحة واحدة من أكبر دوائر الصناعة وأسرعها نموًا في العالم- ضغطًا كبيرًا على الموائل المتنوعة بيولوجيًا والثقافات الأصلية المتبقية، والتي غالبًا ما تستخدم لدعم السياحة الجماعية. إن السياح الذين يروجون للسياحة المستدامة حساسون لهذه المخاطر ويسعون لحماية الوجهات السياحية، وحماية السياحة كصناعة. يمكن لسيّاح السياحة المستدامة تقليل تأثير السياحة بعدة طرق:
- تعريف أنفسهم بثقافة المجتمعات التي زاروها وسياساتها واقتصادها.
- توقع الثقافات والاحتمالات والافتراضات المحلية واحترامها.
- دعم سلامة الثقافات المحلية من خلال تفضيل الأعمال التجارية التي تحافظ على التراث الثقافي والقيم التقليدية.
- دعم الاقتصادات المحلية من خلال شراء السلع المحلية والمشاركة مع الشركات المحلية الصغيرة.
- الحفاظ على الموارد من خلال البحث عن شركات ذات وعي بيئي، وباستخدام أقل قدر ممكن من الموارد غير المتجددة.

أصبحت الوجهات والعمليات السياحية تؤيد «السياحة المسؤولة» على نحو متزايد، كمسار نحو السياحة المستدامة. السياحة المسؤولة والسياحة المستدامة لهما نفس الهدف، وهو التنمية المستدامة، وبالتالي فإن ركائز السياحة المسؤولة هي نفس ركائز السياحة المستدامة- السلامة البيئية والعدالة الاجتماعية والتنمية الاقتصادية. الفرق الرئيسي بين الاثنتين هو أنه في السياحة المسؤولة، يُطلب من الأفراد والمنظمات والشركات تحمل المسؤولية عن أفعالهم وتأثيرات أفعالهم. حدث هذا التحول في التركيز عندما شعر بعض أصحاب المصلحة أن التقدم المحرز نحو تحقيق السياحة المستدامة منذ قمة الأرض في ريو لم يكن كافيًا. يرجع ذلك جزئيًا إلى أن الجميع يتوقع أن يتصرف الآخرون بطريقة مستدامة. إن التركيز على المسؤولية في السياحة المسؤولة يعني أن كل من يشارك في السياحة- الحكومة، وأصحاب المنتجات والخدمات والمشغلين، ومشغلي النقل، والخدمات المجتمعية، والمنظمات غير الحكومية والمنظمات المجتمعية (سي بي أوز)، والسياح، والمجتمعات المحلية، والجمعيات الصناعية- مسؤولون عن تحقيق أهداف السياحة المسؤولة.

### أصحاب المصلحة
يلعب أصحاب المصلحة في السياحة المستدامة دورًا في استمرار هذا الشكل من السياحة. يمكن أن يشمل ذلك المنظمات وكذلك الأفراد، وعلى وجه التحديد مجلس الشؤون الاقتصادية والمالية. «يُعتبر صاحب المصلحة في صناعة السياحة أي شخص يتأثر بالتنمية إيجابًا أو سلبًا، ونتيجة لذلك يقلل من الصراع المحتمل بين السائحين والمجتمع المضيف من خلال إشراك الأخير في تشكيل الطريقة التي تتطور بها السياحة.
عمل المجلس العالمي للسياحة المستدامة (جي إس تي سي) كهيئة دولية لتعزيز المعرفة والفهم المتزايد لممارسات السياحة المستدامة، وتعزيز اعتماد مبادئ السياحة المستدامة العالمية، وتعزيز الطلب على السفر المستدام. لديها عدد من البرامج بما في ذلك وضع المعايير الدولية لوكالات الاعتماد (المنظمات التي ستفحص منتجًا سياحيًا، وتصدق عليها كشركة مستدامة).

#### الحكومات
غالبًا ما يجب أن تؤخذ القيم والدوافع الخفية للحكومات في الاعتبار عند تقييم دوافع السياحة المستدامة. القدرة الاستيعابية هي أحد العوامل المهمة التي يجب مراعاتها في أي منطقة حساسة بيئيًا أو نائية أو منطقة جديدة سياحيًا، وهي سعة السائحين للزوار التي يمكن للمنطقة تحملها بشكل مستدام دون الإضرار بالبيئة أو ثقافة المنطقة المحيطة. يمكن تغيير ذلك ومراجعته في الوقت المناسب، مع تغير التصورات والقيم. حُددت القدرة الاستيعابية المستدامة لجزر غالاباغوس كمثال بما يقدر بـ 12000 زائر سنويًا ولكن غُيّرت لاحقًا من قبل الحكومة الإكوادورية إلى 50000 لأسباب وأهداف اقتصادية.

## مفهوم السياحة المستدامة
توجد عدة تعاريف للسياحة المستدامة، وتصب جميعها في نفس السياق.
فحسب منظمة السياحة العالمية، 
كما أن مبادئ الاستدامة تخص الجوانب البيئية والاقتصادية والاجتماعية الثقافية للتنمية السياحة. لضمان الاستدامة على المدى الطويل، يجب موازنة هذه الجوانب الثلاثة بشكل رشيد.
فهي تقتضي التوفر على رؤية متكاملة مع الجوانب الأخرى تعتمدها على المدى الطويل، فيما يخص تطورها وآثارها المختلفة (اجتماعيا وتراثيا واقتصاديا..) على المجتمعات المستضيفة. وتتطلب السياحة المستدامة رؤية تشاركية ومشاركة فعلية لكل الأطراف المتدخلة من أجل تحقيق أهدافها ضمن إطار التنمية المستدامة.

## لمحة تاريخية
ظهر مفهوم السياحة المستادمة للبحث في اشكالية استدامة السياحة لخدمة الاقتصاد المحلي والساكنة المحلية، دون الإضرار بالثروة الطبيعية أو التراثية والبيثية، منذ بداية سبعينيات القرن العشرين وذلك نتيجة 3 عوامل:
- النمو الهائل للسياحة الشعبية أو الجماعية، وتزايد الإقبال على سياحة المناطق والمواقع في الهشة أو الحساسة إيكولوجيا.
- الضرورة في استدامة السياحة كوسيلة لتنمية دائمة وايجابية في مواجهة بعض الأضرار المتزايدة التي تسببت بها السياحة في البيئة والثقافات والأخلاق، الخ.[13]
- زيادة الوعي البيئي والثقافي في بعض القطاعات لدى شعوب العالم سواء المتقدمة، أو شعوب الدول النامية، كمصدرة في سوق السياحة العالمية أو مستضيفة.

وإجمالا فالسياحة المستدامة تعني تنظيم السياحة وفق مخططات سياحية رشيدة ودفعها إلى تطبيق مبادئ التنمية.

## مفاهيم متعلقة بالسياحة المستدامة

أانواع سياحية تلتقي مع السياحة المستدامة في عدة نقاط مشتركة

وهي مفاهيم تتجلى في مختلف أشكال السياحة البديلة، التي يمكن دمجها ضمن التعريف العام للسياحة المستدامة. وتتميز هذه الأشكال بنقاط مشتركة تجمعها أو تشترك فيها وفي أهدافها، إلا أنها تتضمن أيضا بعض نقط الاختلاف ولكنها تبقى فوارق صغيرة جدا في التفاصيل، وهي تتحد نحو إحدى ركائز الثلاث للتنمية المستدامة. وتؤثر سياقات ومعايير أخرى في تحديد أشكال السياحة، كالمستوى التنموي للبلد، تنوع وغنى مؤهلاته السياحية أو تموقع منتوجه السياحي. فعلى سبيل المثال، تتمحور السياحة البيئية حول المكون البيئي (ونخص بالذكر هنا الطبيعة كمنتوج سياحي- مثال: الحفاظ على المواقع الطبيعية، حماية التنوع البيولوجي، يعتبر هنا هدفا أولويا)
ونذكر من بينها على سبال المثال لا الحصر، فميدان الصناعة السياحية لازالت تشهد توسعا وابتكارا في عدة أشكال تدخل في إطار التنافسية والتطوير وإدماج الصناعة السياحية مع الاقتصاد والمعطيات السوسيو اقتصادية المحلية:
- سياحة خضراء
- سياحة تضامنية
- سياحة مسؤولة
- سياحة بيئية
- سياحة منصفة
- سياحة مندمجة
- سياحة ثقافية
- أشكال سياحية أخرى في إطار الاقتصاد العادل والمستدام..

## وصلات خارجية
- Global Code of Ethics for Tourism
- World Tourism Organization UNWTO
- أنواع وفئات الصناعة السياحية (الأنماط السياحية)